# Vtoraja liga Rossii
La Vtoraja liga Rossii (in russo Вторая лига России?, cioè Seconda lega russa) è la terza divisione del campionato russo di calcio, di cui costituisce il terzo ed ultimo livello professionistico.

## Formula
Le 20 squadre sono divise in due gruppi in base al loro piazzamento nella stagione precedente: le retrocesse dalla PFN Ligi e le migliori piazzate giocano il gold group, mentre le neopromosse e le squadre con il peggior piazzamento giocano il silver group.
Le prime 6 del gold e le prime 4 del silver giocano un girone finale per la promozione, mentre le ultime due del silver group vengono retrocesse, perdendo lo status professionistico.

## Storia
In seguito alla dissoluzione dell'Unione Sovietica la Federazione russa istituì una nuova terza serie nazionale col nome di Vtoraja Liga (in russo вторая лига, cioè Seconda Lega), riprendendo il nome della vecchia terza serie del campionato sovietico di calcio. Il numero di gironi fu fissato a sei per la prima stagione del 1992, ma già nel 1993 il numero salì a sette.
Nel 1994, con la nascita della Tret'ja Liga come quarta serie, il numero di gironi fu ridotto prima a quattro e poi, dall'anno successivo, a tre. Tuttavia la Tret'ja Liga durò appena quattro stagioni, e la riforma del 1998 riformò la terza serie, riadottando i sei gironi e cambiandole il nome in Vtoroj divizion (in russo Второй дивизион?, letteralmente "Seconda divisione"). Dal 2003 il numero di gironi fu ridotto a cinque.
A partire dalla stagione 2013/2014 assunse la denominazione di Pervenstvo Professional'noj Futbol'noj Ligi (in russo Первенство Профессиональной футбольной лиги?, letteralmente "Campionato di calcio professionistico"), abbreviato PPF Ligi, ma mantenne i 5 gironi, ridotti a quattro dalla stagione 2020-2021.
Ulteriori riforme si ebbero nel 2021, con il cambio di nome in Vtoroj divizion FNL (in russo Второй дивизион ФНЛ?), e dalla stagione 2022-2023, quando assunse la denominazione di Vtoraja liga Rossii (in russo Вторая лига России?, cioè Seconda lega russa) richiamando lo storico nome sovietico.

## Squadre partecipanti
Di seguito l'elenco delle squadre partecipanti alla stagione 2024-2025.

### Gold group (10 club)
- Avangard Kursk
- Čeljabinsk
- Kaluga
- Kuban'
- Leningradec
- Sibir'
- Spartak Kostroma
- Tekstilščik Ivanovo
- Veles Mosca
- Volgar' Astrachan'

### Silver group (10 club)
- Dinamo Brjansk
- Irtyš Omsk
- Chimik Dzeržinsk
- Krasnodar-2
- Mašuk-KMV Pjatigorsk
- Metallurg Lipeck
- Murom
- Rodina Mosca
- Torpedo Miass
- Volga Ul'janovsk

## Albo d'oro

### Vtoraja Liga (1992-1997)

#### Struttura a sei gironi (1992)
| Stagione | Girone 1    | Girone 2            | Girone 3        | Girone 4 | Girone 5    | Girone 6                |
| -------- | ----------- | ------------------- | --------------- | -------- | ----------- | ----------------------- |
| 1992     | Erzu Grozny | Avtodor Vladikavkaz | Spartak-2 Mosca | Baltika  | Neftechimik | Zarja Leninsk-Kuzneckij |

#### Struttura a sette gironi (1993)
| Stagione | Girone 1 | Girone 2        | Girone 3        | Girone 4        | Girone 5       | Girone 6 | Girone 7       |
| -------- | -------- | --------------- | --------------- | --------------- | -------------- | -------- | -------------- |
| 1993     | Anži     | Saljut Belgorod | Torpedo Arzamas | Torpedo Mytišči | Vympel Rybinsk | Devon    | Angara Angarsk |

#### Struttura a quattro gironi (1994)
| Stagione | Ovest         | Centro           | Siberia  | Est            |
| -------- | ------------- | ---------------- | -------- | -------------- |
| 1994     | Fakel Voronež | Torpedo Volžskij | Čkalovec | Dinamo Jakutsk |

#### Struttura a 3 gironi (1995-1997)
| Stagione | Ovest            | Centro            | Est                   |
| -------- | ---------------- | ----------------- | --------------------- |
| 1995     | Spartak Nal'čik  | Gazovik-Gazprom   | Metallurg Krasnojarsk |
| 1996     | Metallurg Lipeck | Lada Dimitrovgrad | Irtyš Omsk            |
| 1997     | Arsenal Tula     | Rubin             | Tom' Tomsk            |

### Vtoroj divizion (1999-2013)

#### Struttura a 6 gironi (1999-2002)
| Stagione | Ovest                  | Centro                | Sud             | Volga                 | Urali            | Est                   |
| -------- | ---------------------- | --------------------- | --------------- | --------------------- | ---------------- | --------------------- |
| 1998     | Torpedo-ZIL            | Spartak-Orechovo      | Volgar'-Gazprom | Тorpedo-Viktorija     | Amkar Perm'      | Metallurg Krasnojarsk |
| 1999     | Avtomobilist Noginsk   | Spartak‑Čukotka Mosca | Kuban'          | Lada-Togliatti        | Nosta Novotroick | Metallurg Novokuzneck |
| 2000     | Severstal' Čerepovec   | Chimki                | Kuban'          | Svetotechnika Saransk | Neftechimik      | Metallurg Novokuzneck |
| 2001     | Dinamo San Pietroburgo | Metallurg Lipeck      | SKA Rostov      | Svetotechnika Saransk | Uralmaš          | SKA-Ėnergija          |
| 2002     | Baltika                | Metallurg Lipeck      | Terek Groznyj   | Svetotechnika Saransk | Uralmaš          | Metallurg-ZAPSIB      |

#### Struttura a 5 gironi (2003-2013)
| Stagione  | Ovest                       | Centro              | Sud                     | Volga-Urali           | Est                   |
| --------- | --------------------------- | ------------------- | ----------------------- | --------------------- | --------------------- |
| 2003      | Arsenal Tula                | Orël                | Dinamo Machačkala       | KAMAZ                 | Luč-Ėnergija          |
| 2004      | Torpedo Vladimir            | Fakel Voronež       | Dinamo Stavropol'       | Ural                  | Čkalovec-1936         |
| 2005      | Baltika                     | Saljut-Ėnergija     | Angušt Nazran'          | Sodovik               | Metallurg Krasnojarsk |
| 2006      | Tekstilščik-Telekom Ivanovo | Spartak-MŽK Rjazan' | Spartak Vladikavkaz     | Nosta Novotroick      | Zvezda Irkutsk        |
| 2007      | Sportakademklub             | Vitjaz' Podol'sk    | Černomorec Novorossijsk | Volga Ul'janovsk      | Dinamo Barnaul        |
| 2008      | MVD Rossii                  | Metallurg Lipeck    | Volgar'-Gazprom-2       | Volga Nižnij Novgorod | Čita                  |
| 2009      | Dinamo San Pietroburgo      | Avangard Kursk      | Žemčužina-Soči          | Mordovija             | Irtyš Omsk            |
| 2010      | Torpedo Vladimir            | Torpedo Mosca       | Černomorec Novorossijsk | Gazovik Orenburg      | Metallurg-Enisej      |
| 2011-2012 | Petrotrest                  | Saljut Belgorod     | Rotor                   | Neftechimik           | Metallurg-Kuzbass     |
| 2012-2013 | Chimik Dzeržinsk            | Arsenal Tula        | Angušt Nazran'          | Gazovik Orenburg      | Luč-Ėnergija          |

### PPF Ligi (2013-2021)

#### Struttura a 5 gironi (2013-2020)
| Stagione  | Ovest                  | Centro         | Sud                | Volga-Urali     | Est            |
| --------- | ---------------------- | -------------- | ------------------ | --------------- | -------------- |
| 2013-2014 | Tosno                  | Sokol Saratov  | Volgar'-Gazprom    | Tjumen'         | Sachalin       |
| 2014-2015 | Spartak-2 Mosca        | Fakel Voronež  | Torpedo Armavir    | KAMAZ           | Bajkal Irkutsk |
| 2015-2016 | Chimki                 | Tambov         | Spartak-Nal'čik    | Neftechimik     | Smena K.N.A.   |
| 2016-2017 | Dinamo San Pietroburgo | Avangard Kursk | Rotor              | Olimpiec N.N.   | Čita           |
| 2017-2018 | Čertanovo              | Ararat Mosca   | Armavir            | Mordovija       | Sachalin       |
| 2018-2019 | Tekstilščik Ivanovo    | Torpedo Mosca  | Čajka Pesčanopskoe | Neftechimik     | Sachalin       |
| 2019-2020 | Veles Mosca            | Dinamo Brjansk | Volgar' Astrachan' | Akron Togliatti | Irtyš Omsk     |

#### Struttura a 4 gironi (2020-2021)
| Stagione  | Girone 1           | Girone 2 | Girone 3         | Girone 4 |
| --------- | ------------------ | -------- | ---------------- | -------- |
| 2020-2021 | Olimp-Dolgoprudnyj | Kuban'   | Metallurg Lipeck | KAMAZ    |

### Vtoroj divizion FNL (2021-2022)
| Stagione  | Girone 1          | Girone 2 | Girone 3     | Girone 4         |
| --------- | ----------------- | -------- | ------------ | ---------------- |
| 2021-2022 | Dinamo Machačkala | Šinnik   | Rodina Mosca | Volga Ul'janovsk |

### Vtoraja liga Rossii (2022-attuale)

#### Struttura a 4 gironi (2022-2023)
| Stagione  | Girone 1                | Girone 2    | Girone 3      | Girone 4 |
| --------- | ----------------------- | ----------- | ------------- | -------- |
| 2022-2023 | Černomorec Novorossijsk | Leningradec | Sokol Saratov | Tjumen'  |

#### Struttura Gold/Silver Group
| Stagione  | Vincitore |
| --------- | --------- |
| 2023-2024 | Ufa       |